# Tajemnica Gerty
Tajemnica Gerty (oryg. The Lamplighter, wydawana w Polsce również pod tytułami Latarnik z Bostonu oraz Latarnik) – pierwsza i jednocześnie najpopularniejsza powieść Marii Susanny Cummins.
W ciągu pierwszych zaledwie dwudziestu dni sprzedaży, zakupiono 20 tys. egzemplarzy (40 tys. w ciągu pierwszych 8 tygodni oraz 65 tys. w ciągu pierwszych 5 miesięcy), co dało jej w tamtych czasach drugie miejsce po Chacie wuja Toma.
W Polsce, książka ukazała się już w 1860 roku pod tytułem Latarnik z Bostonu. Współczesne wznowiewnie jako Tajemnica Gerty pochodzi z 1993 roku (wydawnictwo Novus Orbis) i powstało w oparciu o wydanie z roku 1933 Latarnik, w tłumaczeniu Janiny Buchholtzowej.

## Opis fabuły
Ośmioletnia Gertruda jest sierotą, która nic nie wie o swoim pochodzeniu. Jej opiekunowie źle ją traktują. Z nędzy ratuje ją znajomość ze starym latarnikiem i życzliwość jego niewidomej znajomej. Niespodziewane spotkanie na statku staje się początkiem niesamowitych wydarzeń, które zdążają do szczęśliwego finału.